# NGC 3654
NGC 3654 é uma galáxia espiral (S?) localizada na direcção da constelação de Ursa Major. Possui uma declinação de +69° 24' 46" e uma ascensão recta de 11 horas, 24 minutos e 10,9 segundos.
A galáxia NGC 3654 foi descoberta em 6 de Abril de 1793 por William Herschel.